# رژیم غذایی کم چربی

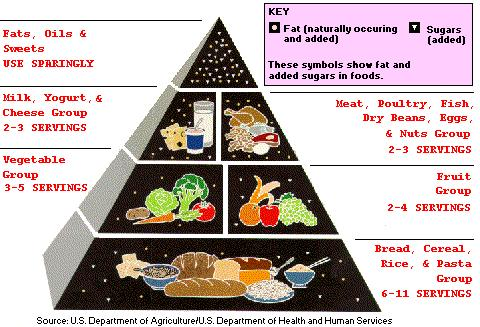
هرم غذایی

رژیم غذایی کم چربی (انگلیسی: Low-fat diet) یکی از مواردی است مصرف چربی و اغلب چربی اشباع شده و کلسترول را محدود می‌کند. رژیم‌های غذایی کم چرب برای کاهش بروز بیماری‌هایی مانند بیماری قلبی-عروقی و چاقی در نظر گرفته شده‌است. برای کاهش وزن، این رژیم مانند یک رژیم غذایی کم کربوهیدرات عمل می‌کند، زیرا ترکیب مواد مغذی موفقیت کاهش وزن را در پی ندارد.